# آلما (میشیگان)
آلما، میشیگان (به انگلیسی: Alma, Michigan) یک شهر در ایالات متحده آمریکا با جمعیت ۹٬۳۸۳ نفر است که در میشیگان واقع شده‌است.

## موقعیت جغرافیایی
موقعیت جغرافیایی شهرها و مناطق اطراف به شرح زیر است: